# Cincinnati Bengals 2001
La stagione 2001 dei Cincinnati Bengals è stata la 33ª della franchigia nella National Football League, la 36ª complessiva.
Nella prima stagione completa di Dick LeBeau come capo-allenatore, i Bengals abbandonarono i loro piani di sviluppare il quarterback Akili Smith, acquisendo Jon Kitna dai Seattle Seahawks. La squadra vinse le prime due partite con Kitna come titolare e si trovò su un record di 4-3 dopo le prime sette partite. Tuttavia i Bengals faticarono nuovamente a causa dell'inconsistenza di Kitna, che lanciò 12 touchdown a fronte di 22 intercetti. Il record finale di 6-10 fu l'undicesimo consecutivo con più sconfitte che vittorie. Malgrado le difficoltà della squadra, il running back All-Pro Corey Dillon ebbe un'altra stagione di alto livello, correndo 1.315 yard.
Il draft del 2001 si rivelò importante per la squadra, portando giocatori come Justin Smith, Chad Johnson, Rudi Johnson e T.J. Houshmandzadeh che avrebbero avuto tutti un ruolo importante negli anni successivi.

## Roster
| Roster dei Cincinnati Bengals nel 2001 |
| --- |
| Quarterback - 4 Scott Covington - 19 Scott Mitchell - 3 Jon Kitna Running Back - 36 Brandon Bennett - 28 Corey Dillon - 32 Rudi Johnson - 30 Nick Luchey FB - 41 Lorenzo Neal FB Wide Receiver - 81 Ron Dugans - 83 Danny Farmer - 84 T.J. Houshmandzadeh - 85 Chad Johnson - 86 Darnay Scott - 80 Peter Warrick PR Tight End - 43 Kirk McMullen - 82 Tony McGee Offensive Linemen - 71 Willie Anderson T - 74 Rich Braham C - 63 Mike Goff G - 62 Brock Gutierrez C - 65 John Jackson T - 77 Víctor Leyva - 72 Matt O'Dwyer G - 79 Scott Rehberg G - 75 Jamain Stephens T - 73 Richmond Webb T Defensive Linemen - 96 Vaughn Booker DE - 99 Oliver Gibson DT - 93 Mario Monds DT - 90 Justin Smith DE - 70 Glen Steele DT - 97 Bernard Whittington DE/DT - 94 Tony Williams DT - 55 Reinard Wilson DE Linebacker - 98 Canute Curtis OLB - 53 Chris Edmonds OLB - 95 Steve Foley OLB - 50 Riall Johnson OLB - 57 Adrian Ross MLB/OLB - 56 Brian Simmons MLB - 51 Takeo Spikes OLB Defensive Back - 33 JoJuan Armour SS - 23 Robert Bean CB - 42 Chris Carter S - 26 Cory Hall FS - 27 Artrell Hawkins CB - 25 Ligarius Jennings CB - 34 Kevin Kaesviharn CB - 31 Darryl Williams FS Special Team - 91 Randy Chevrier LS - 8 Nick Harris P - 5 Neil Rackers K Lista delle riserve - 20 Mark Roman CB (IR) - 11 Akili Smith QB (IR) - 59 Armegis Spearman LB (IR) - 48 Brad St. Louis LS/TE (IR) Squadra di allenamento - 49 Josh Keur TE - 16 Kevin Thompson QB |
| Legenda - I rookie sono in corsivo. - Il primo ruolo è il principale mentre gli eventuali successivi indicano i ruoli secondari. - (IR) sta per Injured Reserve ed indica la lista ristretta per un solo giocatore infortunato che può tornare ad allenarsi dopo la settimana 6 e a rientrare in prima squadra dopo che questa ha giocato 8 partite. - (NF-Inj.) / (NF-Ill.) stanno rispettivamente per Non-Football Injured e Non-Football Illness ed indicano le liste dove viene inserito un giocatore che ha un infortunio o una malattia non dipendente dal football americano. - (PUP) sta per Physically Unable to Perform ed indica la lista dove viene inserito un giocatore mentre è in attesa di recuperare la condizione fisica. Nella stagione regolare dopo la sesta partita giocata dalla propria squadra, il giocatore ha tempo tre settimane per riprendere ad allenarsi, più tre settimane aggiuntive dal suo rientro agli allenamenti per rientrare in prima squadra. |

## Calendario
| Stagione regolare |                    |                         |                    |                    |
| Turno             | Data               | Avversario              | Risultato          | Record             |
| 1                 | 9 settembre 2001   | New England Patriots    | V 23–17            | 1–0                |
| 2                 | 23 settembre 2001  | Baltimore Ravens        | V 21–10            | 2–0                |
| 3                 | 30 settembre 2001  | at San Diego Chargers   | S 28–14            | 2–1                |
| 4                 | 7 ottobre 2001     | at Pittsburgh Steelers  | S 16–7             | 2–2                |
| 5                 | 14 ottobre 2001    | Cleveland Browns        | V 24–14            | 3–2                |
| 6                 | 21 ottobre 2001    | Chicago Bears           | S 24–0             | 3–3                |
| 7                 | 28 ottobre 2001    | at Detroit Lions        | V 31–27            | 4–3                |
| 8                 | Settimana di pausa | Settimana di pausa      | Settimana di pausa | Settimana di pausa |
| 9                 | 11 novembre 2001   | at Jacksonville Jaguars | S 30–13            | 4–4                |
| 10                | 18 novembre 2001   | Tennessee Titans        | S 20–7             | 4–5                |
| 11                | 25 novembre 2001   | at Cleveland Browns     | S 18–0             | 4–6                |
| 12                | 2 dicembre 2001    | Tampa Bay Buccaneers    | S 16–13 (DTS)      | 4–7                |
| 13                | 9 dicembre 2001    | Jacksonville Jaguars    | S 14–10            | 4–8                |
| 14                | 16 dicembre 2001   | at New York Jets        | S 15–14            | 4–9                |
| 15                | 23 dicembre 2001   | at Baltimore Ravens     | S 16–0             | 4–10               |
| 16                | 30 dicembre 2001   | Pittsburgh Steelers     | V 26–23            | 5–10               |
| 17                | 6 gennaio 2002     | at Tennessee Titans     | V 23–21            | 6–10               |

Note
- Gli avversari della propria division sono in grassetto.

## Classifiche
| AFC Central Division    |    |    |   |      |     |     |     |
|                         | V  | S  | P | %    | PF  | PS  | STR |
| (1) Pittsburgh Steelers | 13 | 3  | 0 | .813 | 352 | 212 | V1  |
| (5) Baltimore Ravens    | 10 | 6  | 0 | .625 | 303 | 265 | V1  |
| Cleveland Browns        | 7  | 9  | 0 | .438 | 285 | 319 | S1  |
| Tennessee Titans        | 7  | 9  | 0 | .438 | 336 | 388 | S2  |
| Jacksonville Jaguars    | 6  | 10 | 0 | .375 | 294 | 286 | S2  |
| Cincinnati Bengals      | 6  | 10 | 0 | .375 | 226 | 309 | V2  |